# نیکلاس ادین
نیکلاس ادین (انگلیسی: Niklas Edin؛ زادهٔ ۶ ژوئیهٔ ۱۹۸۵) ورزشکار کرلینگ اهل سوئد است.